# Bias Bernhoft
Tobias Brodtkorb Bernhoft, känd som Bias Bernhoft, född 13 oktober 1902 på Mjølfjell i Voss, död 24 november 1986 i Oslo, var en norsk revyförfattare och sångare.

## Biografi
Bernhoft var en av de mest populära norska grammofonartisterna på 1920- och 1930-talen. Han var starkt jazzinfluerad, men var också känd för sjömansvalser. Från 1930-talet skrev han visor och sketcher för en lång rad revyer på Chat Noir och Edderkoppen Teater. Han skrev särskilt åt Lalla Carlsen, Leif Juster, Einar Rose och Kari Diesen, och var en typisk exponent för den så kallade Oschlo-tonen. Till hans mest kända visor hör "Swingdilla", "Den tredje mann", "Karl Johan og jeg", "Norge våkn opp" och dottern Unni Bernhofts "Lille frøken Oslo".
Tillsammans med svärsonen Bjørn Sand skrev han Kari Diesens monolog "Uteliggerne" och Elisabeth Grannemans sång "Omatt og omatt". Han var aktiv in på 1970-talet, och skrev också för Wenche Myhre och Dizzie Tunes. Det hävdas att han också kan ha varit medförfattare till "Norge i rødt, hvitt og blått". Han tilldelades Leonardstatuetten 1973.

## Filmografi
Enligt Internet Movie Database och Svensk filmdatabas:
Manus
- 1962 – Stackars stora starka karlar
- 1964 – Operasjon sjøsprøyt
- 1966 – Kontorsjef Tangen (TV-serie)
- 1973 – Kjære lille Norge

Roll
- 1936 – Morderen uten ansikt

## Utmärkelser
- 1973 – Leonardstatuetten[4]